# Capela de Nossa Senhora da Conceição (Câmara de Lobos)

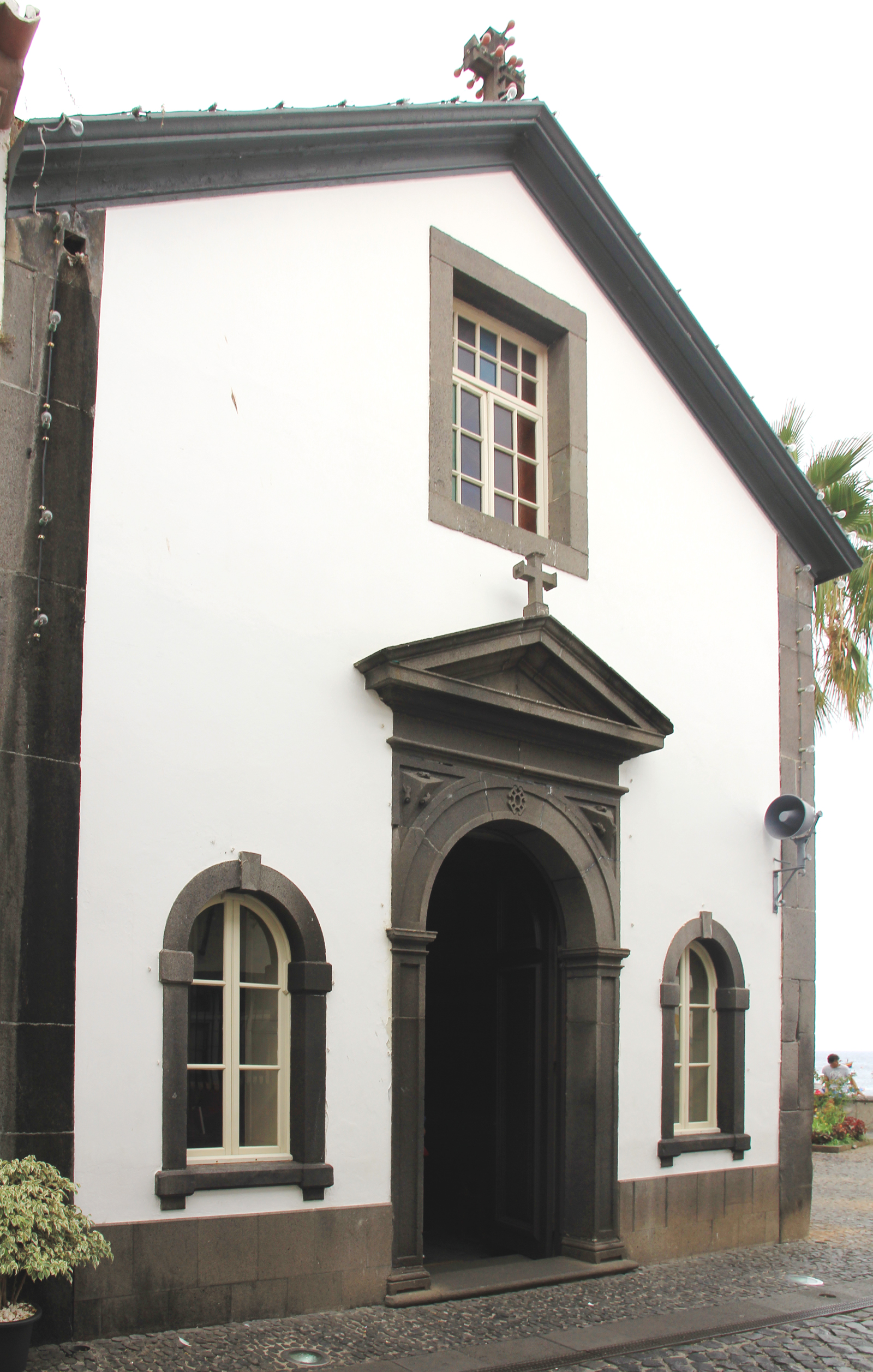
Capela de Nossa Senhora da Conceição

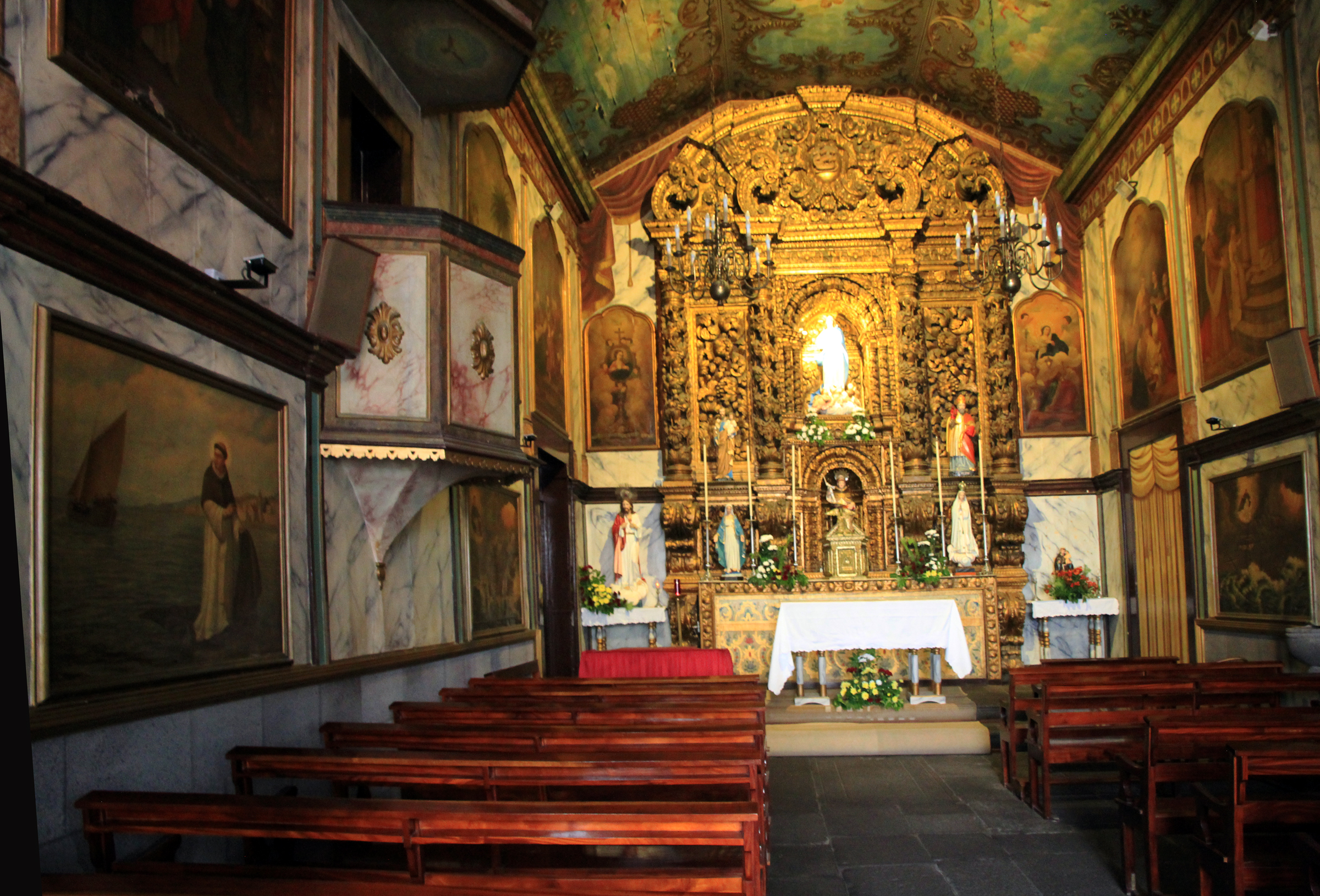
Blick auf die Sakristei im Inneren

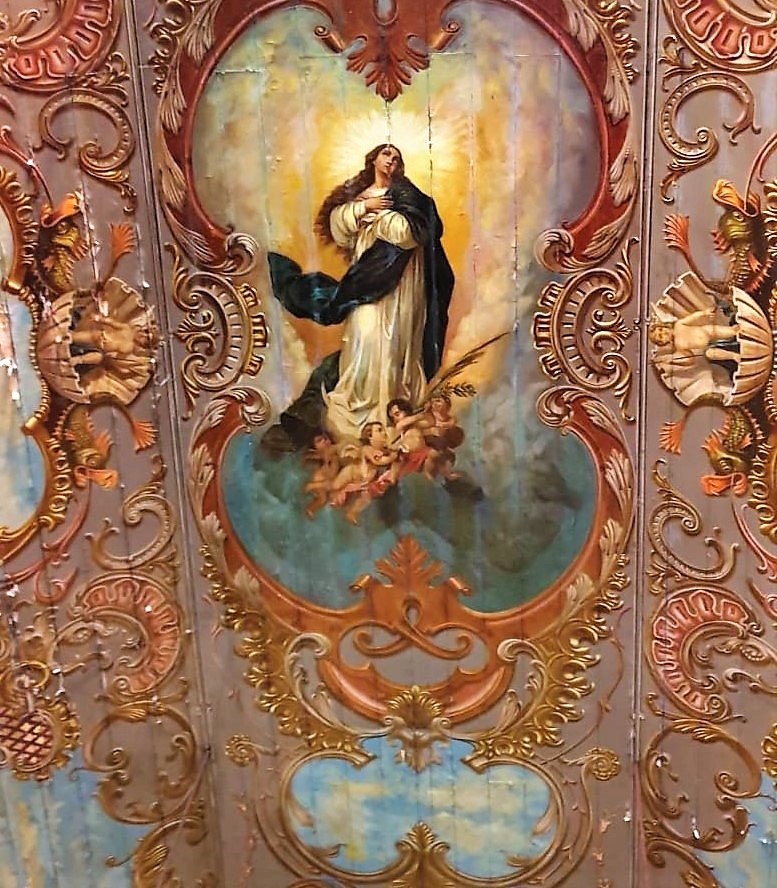
Deckengemälde von Nicolau Ferreira (1791)

Die Capela de Nossa Senhora da Conceição (Kapelle unserer lieben Frau von der unbefleckten Empfängnis) befindet sich in der Gemeinde Câmara de Lobos auf Madeira in Portugal in der Bucht von Câmara de Lobos. Es handelt sich um eine Kapelle, die der Unbefleckten Empfängnis geweiht ist.

## Geschichte
Die Kapelle wurde angeblich im 15. Jahrhundert von João Gonçalves Zarco, dem die Wiederentdeckung Madeiras zugeschrieben wird, erbaut und soll die erste auf der Insel errichtete Kapelle gewesen sein.
Während anerkannt ist, dass das Fundament der Kapelle von Fischern errichtet wurde, gibt es Unklarheiten über die ursprüngliche Verwendung der Kapelle. So soll sie in privatem Besitz gewesen und als Grabstätte ihrer Besitzer gedient haben und erst im 17. Jahrhundert der Mariä-Empfängnis geweiht worden sein.
Das Deckengemälde wurde 1791 von dem madeirischen Maler Nicolau Ferreira geschaffen.
Seit 1993 ist die „Fischerkapelle“ als lokal bedeutsames Kulturbauwerk eingetragen.